# Mimosa flocculosa
Mimosa flocculosa är en ärtväxtart som beskrevs av Arturo Erhardo Erardo Burkart. Mimosa flocculosa ingår i släktet mimosor, och familjen ärtväxter. Inga underarter finns listade i Catalogue of Life.